# St. Marien (Kehlbach)

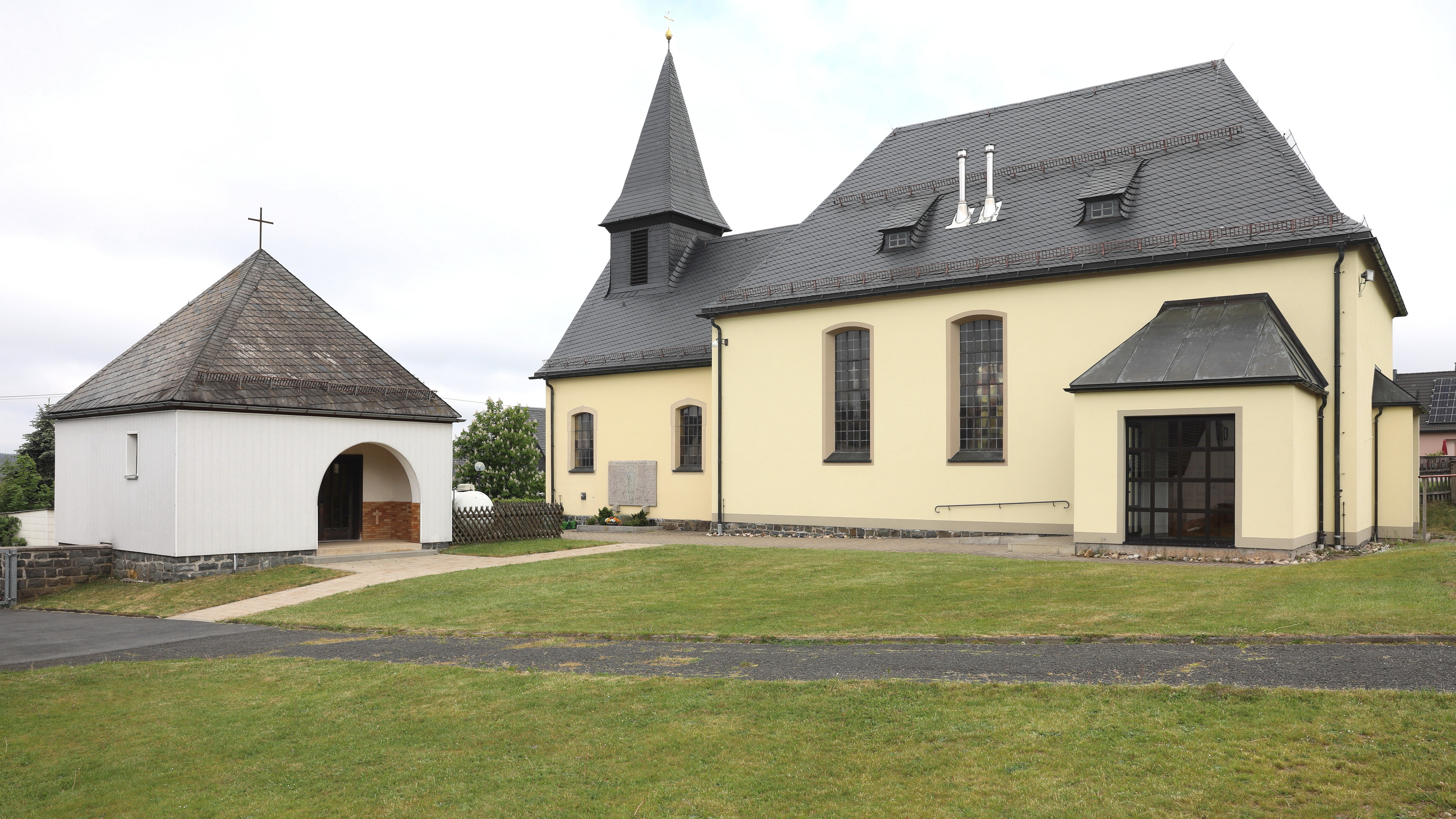
Filialkirche St. Marien in Kehlbach

Die römisch-katholische Filialkirche St. Marien in Kehlbach, einem Gemeindeteil der oberfränkischen Gemeinde Steinbach am Wald im Landkreis Kronach, stammt aus dem Jahr 1954. Die denkmalgeschützte Kirche besitzt als historische Ausstattung einen Seitenaltar mit einem um das Jahr 1500 entstandenen Figurenrelief. Die Kirchengemeinde gehört zur Pfarrei Steinbach am Wald im Seelsorgebereich Frankenwald und zum Dekanat Kronach des Erzbistums Bamberg.

## Baugeschichte
Bis zum Jahr 1911 stand eine kleine Kapelle auf der Anhöhe des Ortes. Nach der Gründung eines Kapellenbauvereins 1911/1912 wurde im Jahr 1913 in Kehlbach eine neue Kapelle von Franz Hofmann errichtet, die dritte am selben Ort. Wachsende Einwohnerzahlen in den folgenden Jahrzehnten erforderten ein größeres Gotteshaus. Dies führte 1954 zu einer östlichen Erweiterung der Kapelle mit einem Langhaus nach Plänen des Kronachers Architekten Franz Hofmann. Die ehemalige Kapelle dient seitdem als Altarraum und Sakristei. Die Erweiterungskosten von 54.000 DM und das Grundstück wurden gespendet. Am 17. Oktober 1954 folgte die Kirchweihe durch den Bamberger Prälat Heinrich Rauh.
Anfang der 1970er Jahre wurden zusätzlich zu der Glocke aus der Vorgängerkapelle, die in Coburg von Josef Mayer im Jahre 1760 gegossen worden war, zwei neue Glocken gespendet. Der Guss der Herz-Jesu-Glocke und der Herz-Mariä-Glocke erfolgte bei der Heidelberger Glockengießerei. Die neuen Glocken erforderten 1977 für einen neuen Glockenstuhl den Umbau des Dachreiters. In den Jahren 1977/1978 wurde nach den Richtlinien des Zweiten Vatikanischen Konzils der Altarraum neugestaltet. Der in Bamberg lebende Bildhauer Hermann Leitherer schuf eine neue Altarbildskulptur. Die Umbauarbeiten kosteten 51.000 DM und waren mit der Altarweihe am 5. November 1978 durch den Weihbischof in Bamberg Martin Wiesend abgeschlossen. Der ehemalige Hochaltar wurde als Seitenaltar rechts vom Triumphbogen aufgestellt. Im Jahr 1987 ließ die Gemeinde mit 88.000 DM Kosten einen Windfang am Haupteingang errichten und den zweiten Eingang überdachen.
Im Jahr 2003 erfolgte eine Außensanierung mit einer Mauerwerkstabilisierung und 2004 eine Innensanierung mit einer neuen Farbgebung des Altarraums. Weitere Renovierungen folgten 2018 und 2021.

## Architektur

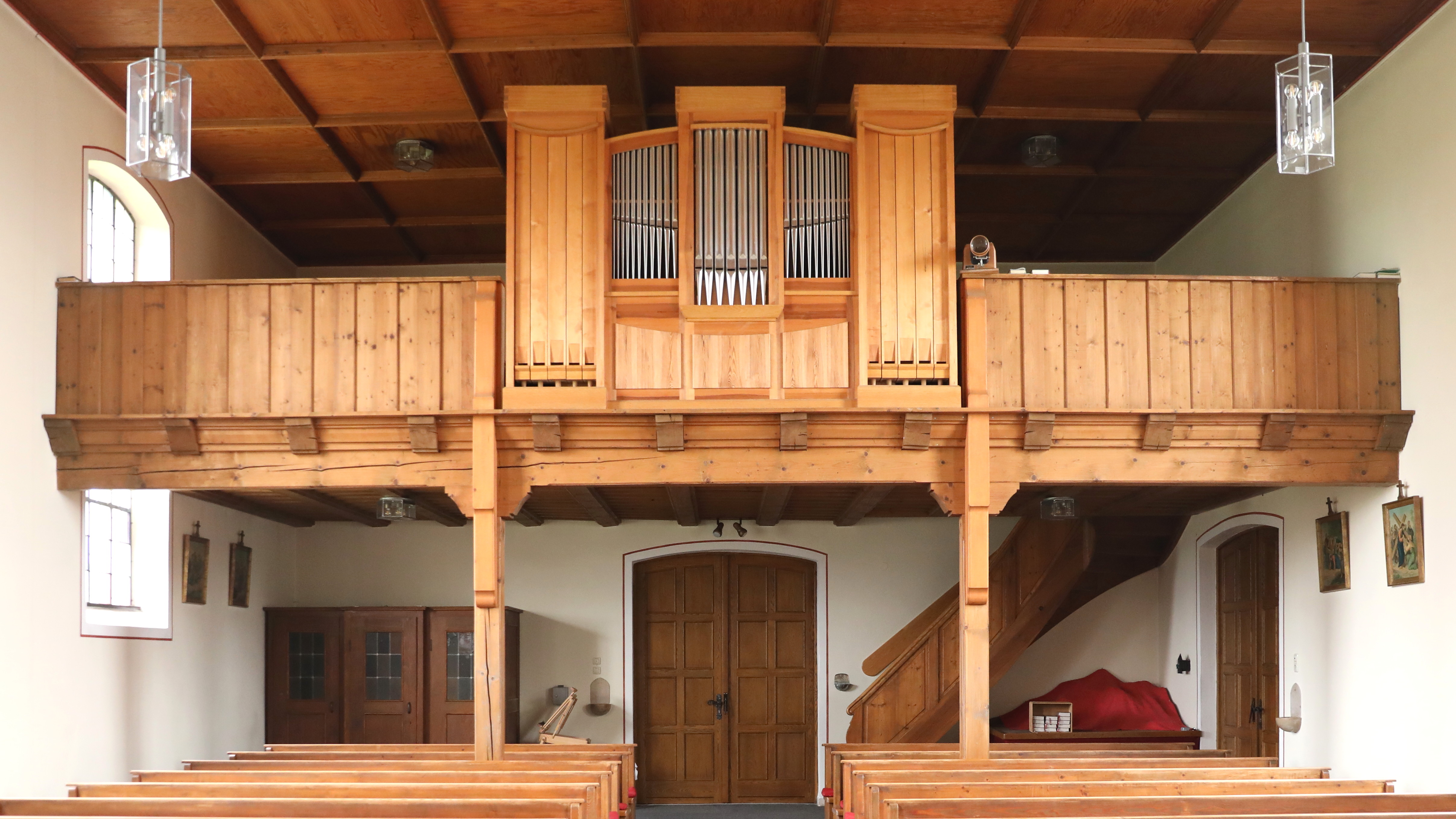
Orgelempore

Die Filialkirche steht mit dem umgebenden Friedhof östlich vom Ortskern an einem Hang. Der Saalbau besteht aus einem Langhaus mit einem Walmdach und einem westlich anschließenden eingezogenen, gerade geschlossenen Chor mit einem Satteldach und einem Dachreiter. Das Langhaus, in dem eine eingeschossige hölzerne Orgelempore steht, besitzt drei Fensterachsen und wird von einer hölzernen Kassettendecke überspannt. Der durch einen runden Triumphbogen abgetrennte Chor, der in den Altarraum und die Sakristei dahinter geteilt ist, hat zwei Fensterachsen.

## Ausstattung

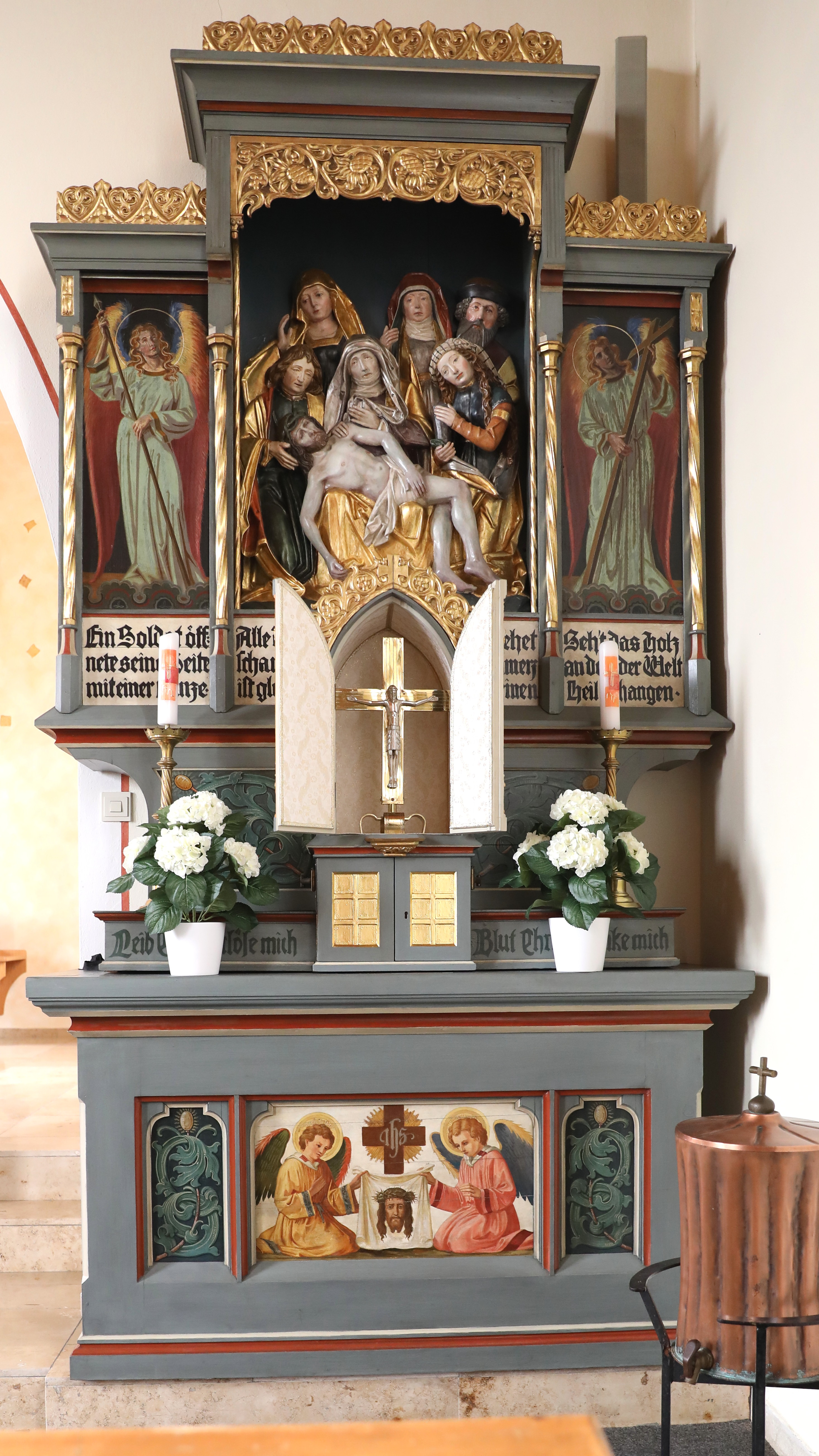
Seitenaltar

Im Jahr 1996 stellte der Bamberger Orgelbaumeister Thomas Eichfelder die erste Pfeifenorgel auf. Das Instrument hat sieben Register, ein Manual und Pedal.
Links vom Triumphbogen steht auf einem Altartisch eine barocke Strahlenkranzmadonna des 18. Jahrhunderts.
Der rechte Seitenaltar wird um 1880 datiert. Er hat eine bemalte Füllung mit zwei Engeln, die das Antlitz von Christus halten. Der Altaraufbau ist eine gegliederte Konstruktion, angelehnt an den Aufbau gotischer Flügelaltäre, verziert mit vergoldeten Säulen, Kranzprofilen und Akanthus-Schnitzereien. In der Mitte steht ein vergoldeter Tabernakel. Dahinter befindet sich ein um 1500 aus Lindenholz geschnitztes Relief Beweinung Christi. Bemalte Füllungen mit Engeln links und rechts davon stammen aus der Zeit um 1930.